# Megas dioiketes
Le megas dioikētēs (μέγας διοικητής, « grand administrateur ») est une dignité de cour byzantine attestée sous les Paléologues.

## Histoire
La dignité dérive du titre de dioikētēs (« administrateur »), auquel est ajouté le qualificatif megas (« grand »). Le dioikētēs est à l’origine un fonctionnaire fiscal provincial, remplacé au début du XIIe siècle par le praktōr.
La charge de megas dioikētēs est très obscure et rarement mentionnée dans les sources. Elle est attestée pour la première fois vers 1305 dans une lettre de Manuel Moschopoulos, sans que le titulaire y soit nommé. La majorité des informations disponibles provient du Traité des Offices de pseudo-Kodinos, rédigé vers le milieu du XIVe siècle. Selon lui, la fonction n’a aucun rôle spécifique et constitue une dignité purement honorifique. Toutefois, d’autres sources montrent que certains titulaires exercent des fonctions fiscales et judiciaires.
Dans le classement hiérarchique de Kodinos, le megas dioikētēs occupe le 55e rang, entre le prōtallagatōr et l’orphanotrophos. Toutefois, d’autres listes contemporaines le placent bien plus bas, souvent juste après le logariastēs tēs aulēs. Ainsi, dans l’appendice de l’Hexabiblos, qui reflète les usages de la fin du règne d’Andronic II Paléologue (1282-1328) ou du règne d’Andronic III Paléologue (1328-1341), il figure au 79e rang sur 91. Dans la liste de Matthieu Blastarès, également contemporaine d’Andronic II, il apparaît au 79e rang sur 90, et dans une liste anonyme en vers (probablement de 1321–1328), au 50e rang sur 60. Dans la liste du manuscrit Paris. gr. 1783 (début XVe siècle), il figure au 67e rang sur 75, dans celle du Vatic. gr. 962, au 69e sur 92, et dans le Xeropotam. 191, au 64e sur 69.
Kodinos décrit également le costume de cour du megas dioikētēs : un chapeau skiadion brodé de fils d’or, un kabbadion (caftan) en soie unie, et un skaranikon (coiffe cérémonielle bombée) recouvert de velours et surmonté d’un pompon rouge. Le bâton de commandement (dikanikion) est en bois lisse, sans pommeau.
Seuls quelques titulaires sont connus :
- Théodore Kabasilas, écrivain et fonctionnaire, en 1316–1322[13] ;

- Glabas, katholikos krites entre 1330 et 1341[14] ;

- Jean Doukas Balsamon, sebastos et megas dioikētēs à Thessalonique en 1355, mentionné dans un acte lié au monastère de Docheiariou[15].